# Olympische Sommerspiele 2020/Leichtathletik – 1500 m (Männer)
Der 1500-Meter-Lauf der Männer bei den Olympischen Spielen 2020 in Tokio wurde vom 3. bis 7. August 2021 im Nationalstadion ausgetragen.
Olympiasieger wurde der Norweger Jakob Ingebrigtsen. Silber ging an den Kenianer Timothy Cheruiyot. Bronze gewann der Brite Josh Kerr.

## Aktuelle Titelträger
| Olympiasieger                         | Matthew Centrowitz ( Vereinigte Staaten) | 3:50,00 min | Rio de Janeiro 2016 |
| Weltmeister                           | Timothy Cheruiyot ( Kenia)               | 3:29,26 min | Doha 2019           |
| Europameister                         | Jakob Ingebrigtsen ( Norwegen)           | 3:38,10 min | Berlin 2018         |
| Nord-/Zentralamerika-/Karibik-Meister | Izaic Yorks ( Vereinigte Staaten)        | 3:51,85 min | Toronto 2018        |
| Südamerika-Meister                    | Lucirio Antonio Garrido ( Venezuela)     | 3:55,04 min | Lima 2019           |
| Asienmeister                          | Abraham Rotich ( Bahrain)                | 3:42,85 min | Doha 2019           |
| Afrikameister                         | Elijah Manangoi ( Kenia)                 | 3:35,20 min | Asaba 2018          |
| Ozeanienmeister                       | Matthew Ramsden ( Australien)            | 3:44,41 min | Townsville 2019     |

## Rekorde

### Bestehende Rekorde
| Weltrekord         | Hicham El Guerrouj ( Marokko) | 3:26,00 min | Rom, Italien                 | 14. Juli 1998      |
| Olympischer Rekord | Noah Ngeny ( Kenia)           | 3:32,07 min | Finale OS Sydney, Australien | 29. September 2000 |

### Rekordverbesserungen
Der bestehende olympische Rekord wurde zweimal verbessert. Außerdem gab es einen Kontinentalrekord und es wurden zwei Landesrekorde aufgestellt.
- Olympische Rekorde:
  - 3:31,65 min – Abel Kipsang (Kenia), zweites Halbfinale am 5. August
  - 3:28,32 min – Jakob Ingebrigtsen (Norwegen), Finale am 7. August
- Kontinentalrekord:
  - 3:28,32 min (Europarekord) – Jakob Ingebrigtsen (Norwegen), Finale am 7. August
- Landesrekorde:
  - 3:51,03 min – Felisberto de Deus (Osttimor), erster Vorlauf am 3. August
  - 3:32,86 min – Charles Grethen (Luxemburg), zweites Halbfinale am 5. August

## Vorrunde
Die Vorrunde wurde in drei Läufen durchgeführt. Für das Halbfinale qualifizierten sich pro Lauf die ersten sechs Athleten (hellgrün unterlegt). Darüber hinaus kamen die sechs Zeitschnellsten, die sogenannten Lucky Loser (hellblau unterlegt), weiter.

### Lauf 1

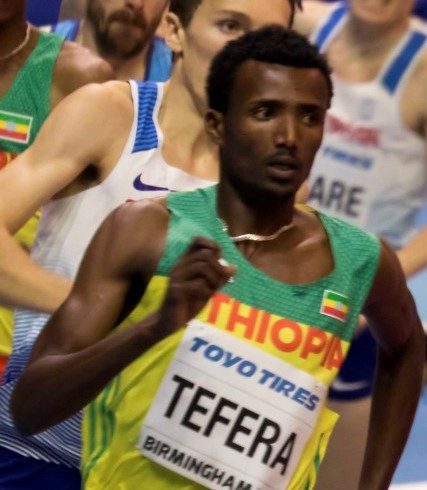
Samuel Tefera – ausgeschieden als Neunter des ersten Vorlaufs
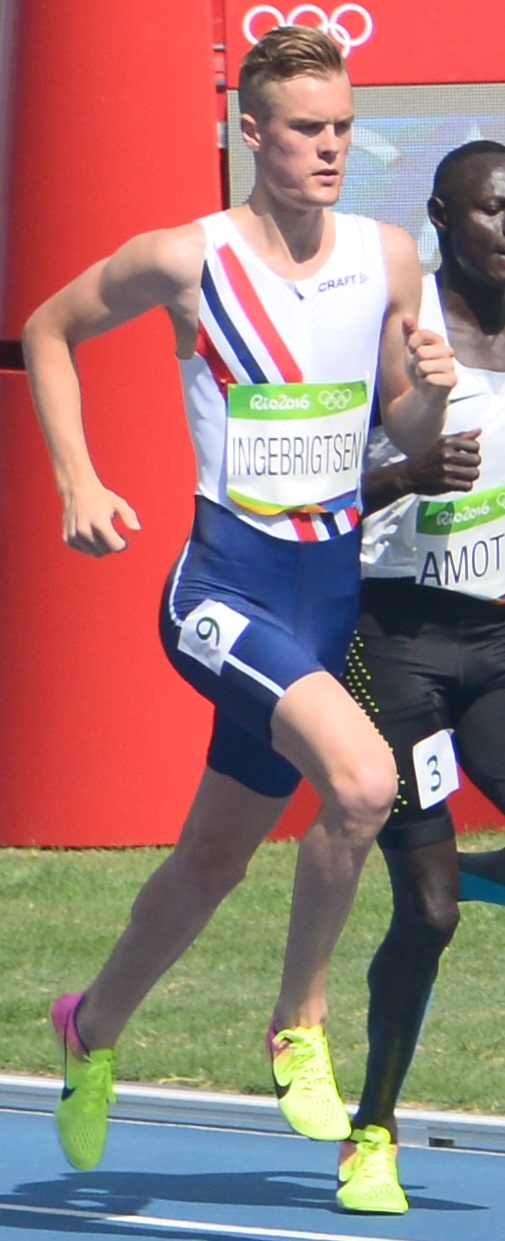
Filip Ingebrigtsen – ausgeschieden als Zehnter des ersten Vorlaufs

3. August 2021, 09:05 Uhr (02:05 Uhr MESZ)
| Platz | Name               | Nation                 | Zeit (min) | Anmerkung |
| ----- | ------------------ | ---------------------- | ---------- | --------- |
| 1     | Ismael Debjani     | Belgien                | 3:36,00    |           |
| 2     | Timothy Cheruiyot  | Kenia                  | 3:36,01    |           |
| 3     | Oliver Hoare       | Australien             | 3:36,09    |           |
| 4     | Cole Hocker        | Vereinigte Staaten     | 3:36,16    |           |
| 5     | Abdelatif Sadiki   | Marokko                | 3:36,23    |           |
| 6     | Michał Rozmys      | Polen                  | 3:36,28    |           |
| 7     | Josh Kerr          | Vereinigtes Königreich | 3:36,29    |           |
| 8     | Ignacio Fontes     | Spanien                | 3:36,95    |           |
| 9     | Samuel Tefera      | Äthiopien              | 3:37,98    |           |
| 10    | Filip Ingebrigtsen | Norwegen               | 3:38,02    |           |
| 11    | Amos Bartelsmeyer  | Deutschland            | 3:38,36    |           |
| 12    | István Szögi       | Ungarn                 | 3:38,79    |           |
| 13    | Abraham Guem       | Südsudan               | 3:40,86    | PB        |
| 14    | Alexis Miellet     | Frankreich             | 3:41,23    |           |
| 15    | Adam Ali Mousab    | Katar                  | 3:42,55    |           |
| 16    | Felisberto de Deus | Osttimor               | 3:51,03    | NR        |

Weitere im ersten Vorlauf ausgeschiedene Läufer:

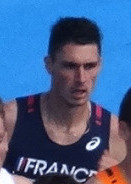
Alexis Miellet – Rang vierzehn
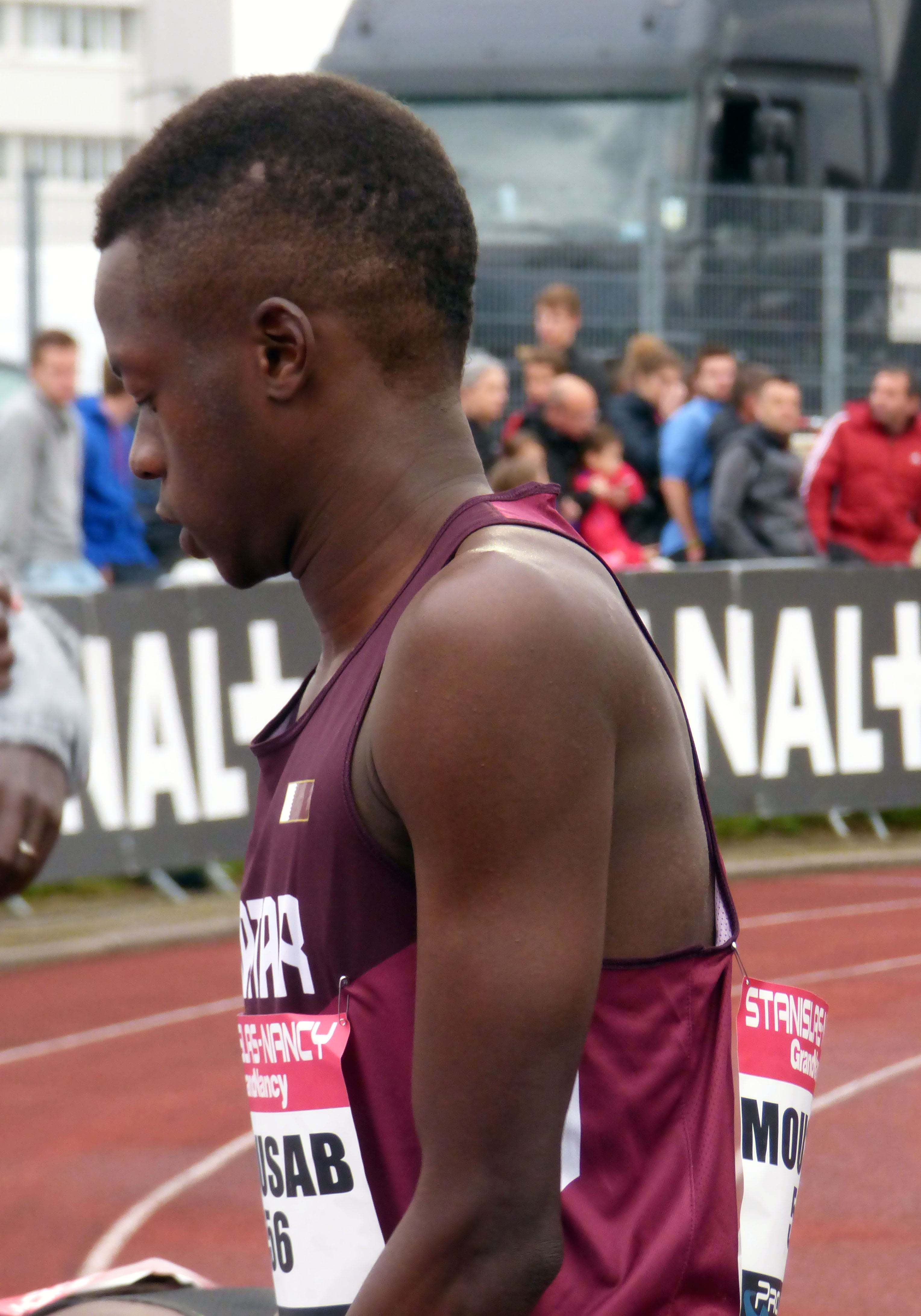
Adam Ali Mousab – Rang fünfzehn

### Lauf 2

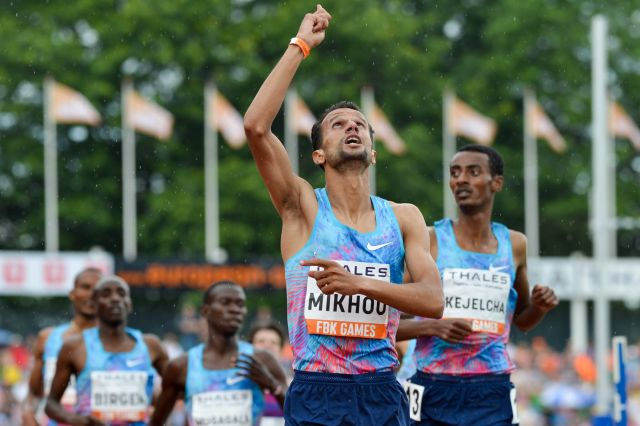
Sadik Mikhou – ausgeschieden
als Achter des zweiten Vorlaufs

3. August 2021, 09:16 Uhr (02:16 Uhr MESZ)
| Platz | Name                    | Nation                 | Zeit (min) | Anmerkung                               |
| ----- | ----------------------- | ---------------------- | ---------- | --------------------------------------- |
| 1     | Abel Kipsang            | Kenia                  | 3:40,68    |                                         |
| 2     | Matthew Centrowitz      | Vereinigte Staaten     | 3:41,12    |                                         |
| 3     | Jake Wightman           | Vereinigtes Königreich | 3:41,18    |                                         |
| 4     | Azeddine Habz           | Frankreich             | 3:41,24    |                                         |
| 5     | Samuel Zeleke           | Äthiopien              | 3:41,63    |                                         |
| 6     | Charles Grethen         | Luxemburg              | 3:41,90    |                                         |
| 7     | Jye Edwards             | Australien             | 3:42,62    |                                         |
| 8     | Sadik Mikhou            | Bahrain                | 3:42,87    |                                         |
| 9     | Samuel Tanner           | Neuseeland             | 3:43,22    |                                         |
| 10    | Ali Idow Hassan         | Somalia                | 3:43,96    | PB                                      |
| 11    | Anass Essayi            | Marokko                | 3:45,92    |                                         |
| 12    | Jesús Gómez             | Spanien                | 3:47,27    | per Videorichterentscheid im Halbfinale |
| 13    | Thiago André            | Brasilien              | 3:47,71    |                                         |
| 14    | Benjamín Enzema         | Äquatorialguinea       | 3:48,17    |                                         |
| 15    | Marcin Lewandowski      | Polen                  | 4:43,96    | per Videorichterentscheid im Halbfinale |
| DNF   | Abdirahman Saeed Hassan | Katar                  |            |                                         |

Weitere im ten Vorlauf ausgeschiedene Läufer:

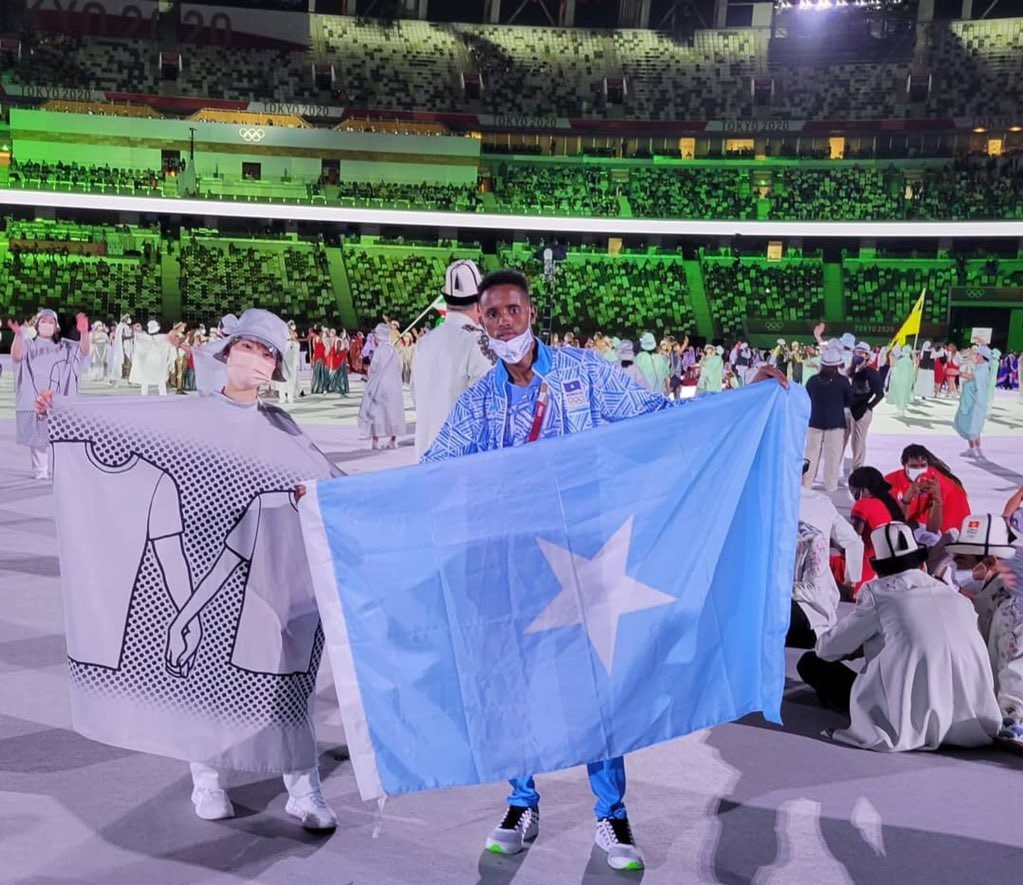
Ali Idow Hassan – Rang zehn
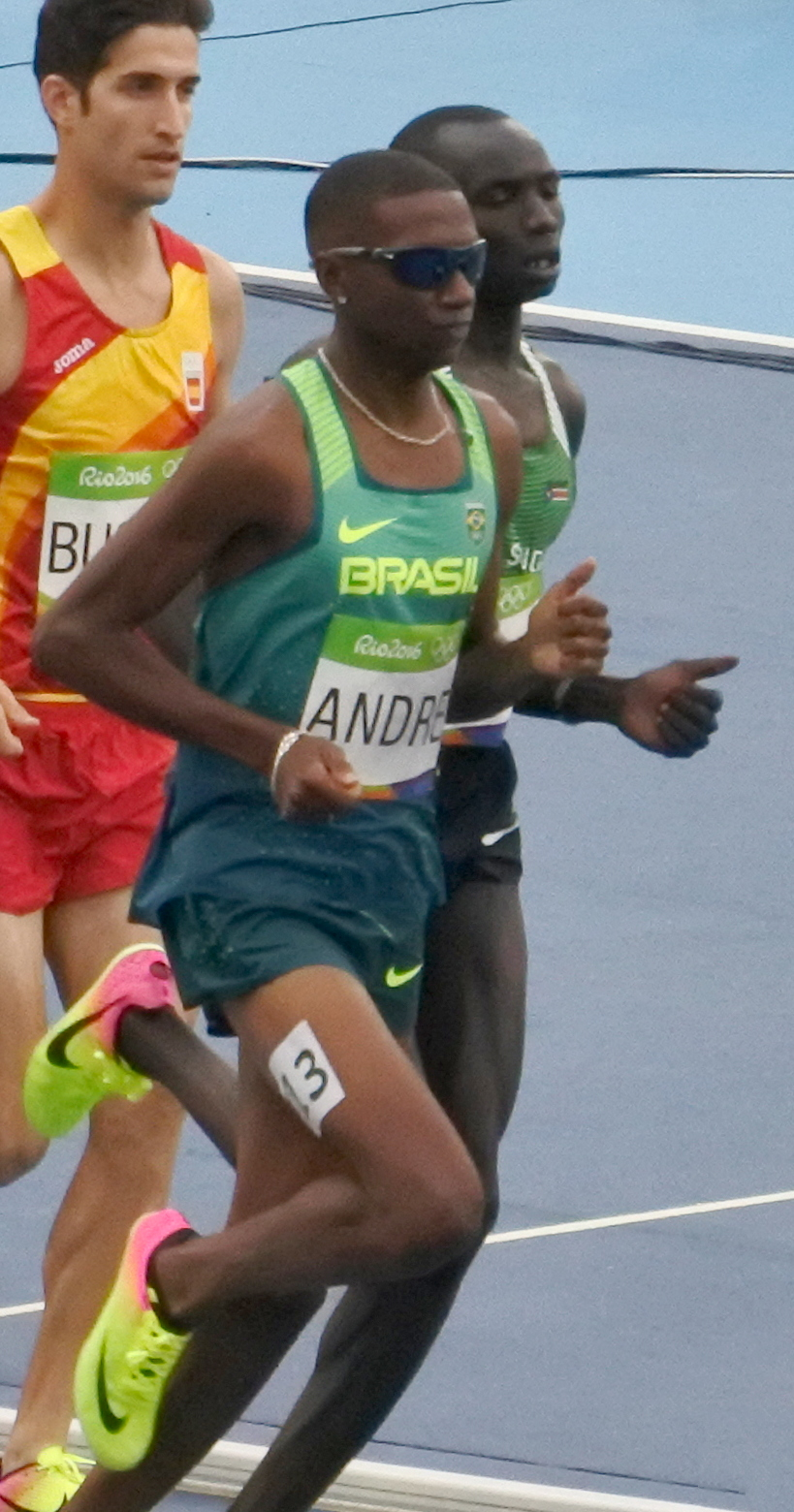
Thiago André – Rang dreizehn
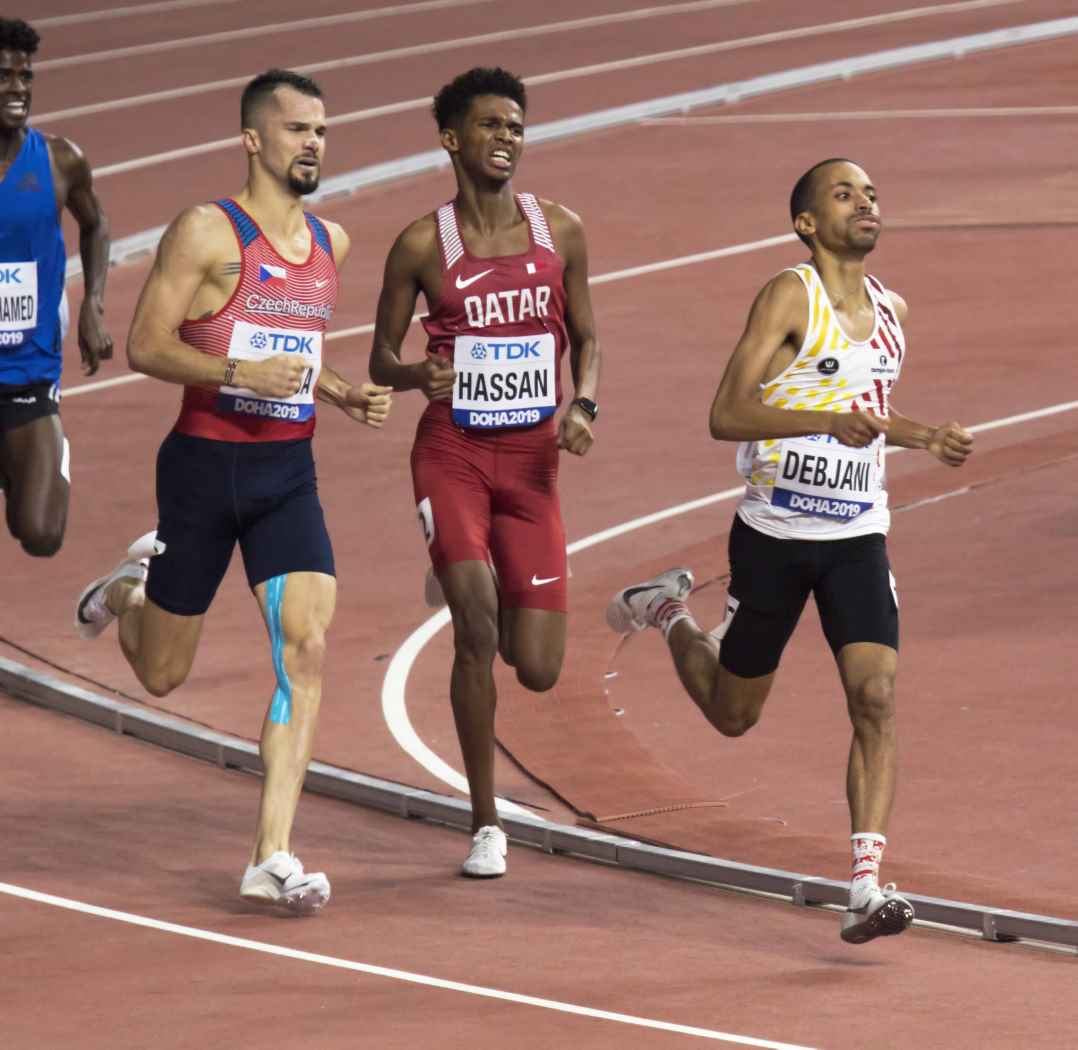
Abdirahman Saeed Hassan – Rennen nicht beendet

### Lauf 3

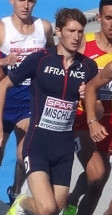
Baptiste Mischler – ausgeschieden als Elfter des dritten Vorlaufs

3. August 2021, 09:27 Uhr (02:27 Uhr MESZ)
| Platz | Name                   | Nation                 | Zeit (min) | Anmerkung |
| ----- | ---------------------- | ---------------------- | ---------- | --------- |
| 1     | Jake Heyward           | Vereinigtes Königreich | 3:36,14    |           |
| 2     | Teddese Lemi           | Äthiopien              | 3:36,26    |           |
| 3     | Stewart McSweyn        | Australien             | 3:36,39    |           |
| 4     | Jakob Ingebrigtsen     | Norwegen               | 3:36,49    |           |
| 5     | Robert Farken          | Deutschland            | 3:36,61    |           |
| 6     | Adel Mechaal           | Spanien                | 3:36,74    | SB        |
| 7     | Nick Willis            | Neuseeland             | 3:36,88    | SB        |
| 8     | Andrew Coscoran        | Irland                 | 3:37,11    |           |
| 9     | Ayanleh Souleiman      | Dschibuti              | 3:37,25    | SB        |
| 10    | Charles Cheboi Simotwo | Kenia                  | 3:37,26    |           |
| 11    | Baptiste Mischler      | Frankreich             | 3:37,53    |           |
| 12    | Kalle Berglund         | Schweden               | 3:49,43    |           |
| 13    | Paulo Amotun Lokoro    | Refugee Olympic Team   | 3:51,78    | SB        |
| DNF   | Soufiane el-Bakkali    | Marokko                |            |           |
| DNF   | Ronald Musagala        | Uganda                 |            |           |
| DNS   | Yared Nuguse           | Vereinigte Staaten     |            |           |

Weitere im dritten Vorlauf ausgeschiedene Läufer:

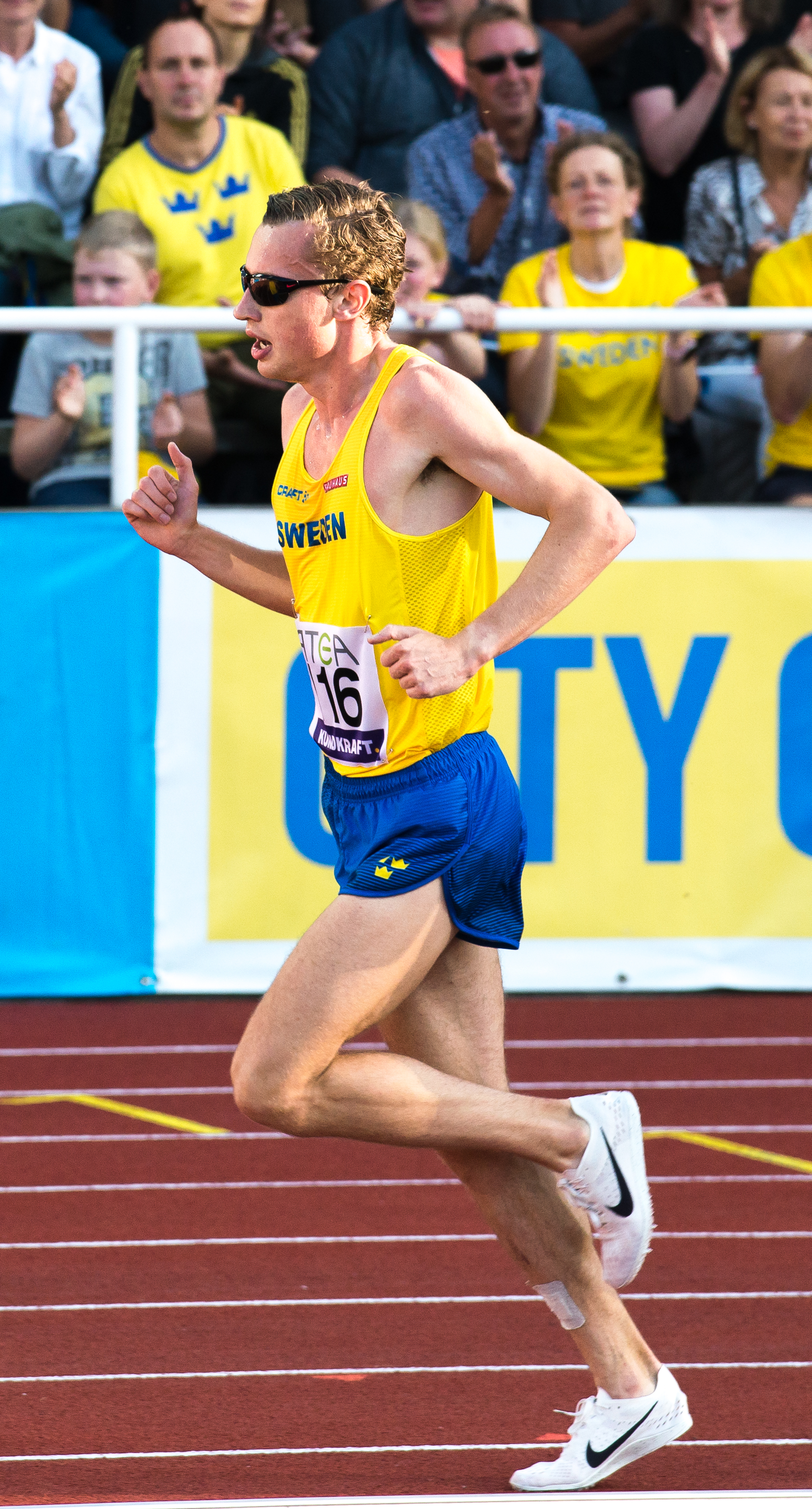
Kalle Berglund – Rang zwölf
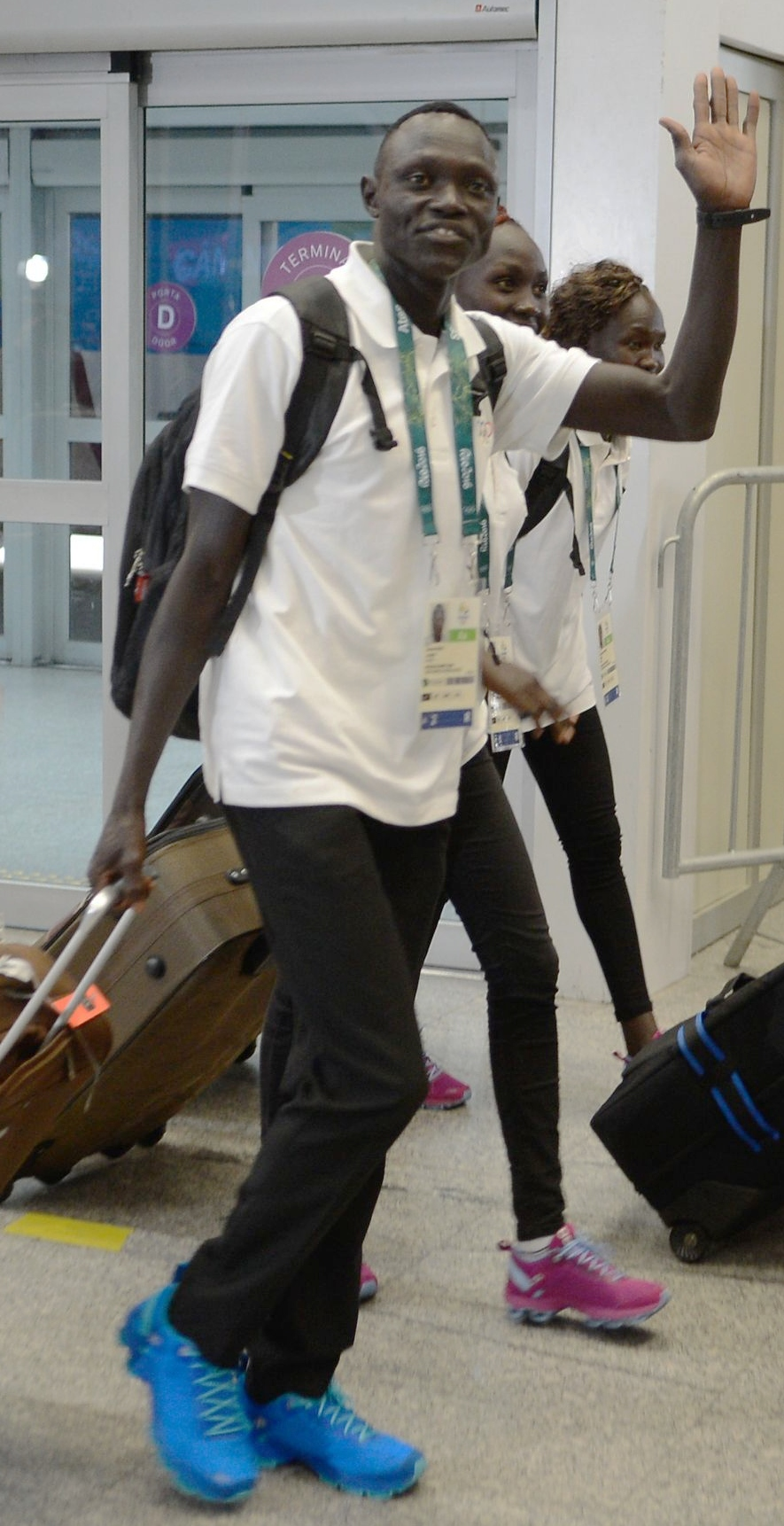
Paulo Amotun Lokoro – Rang dreizehn
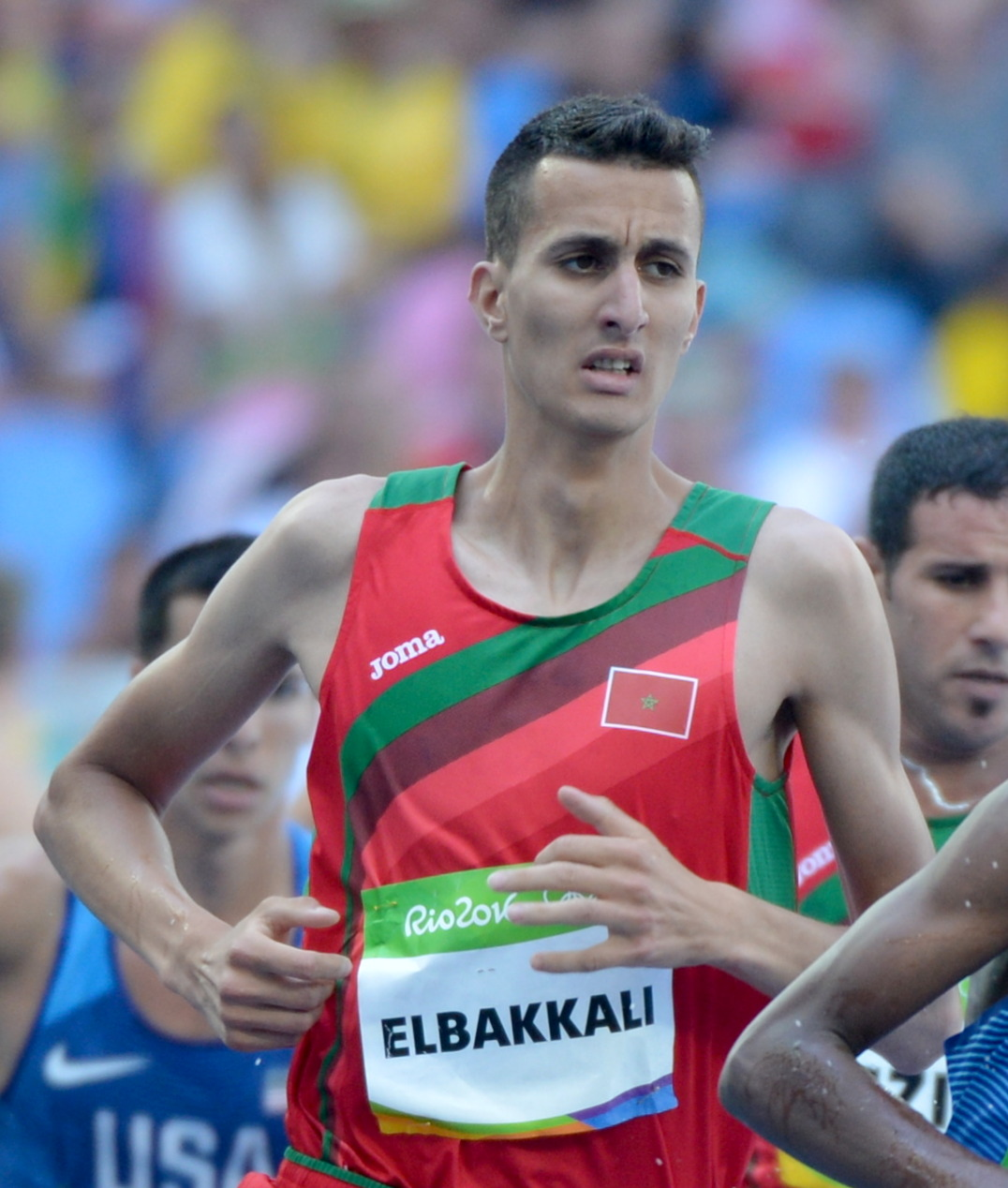
Soufiane el-Bakkali – Rennen nicht beendet
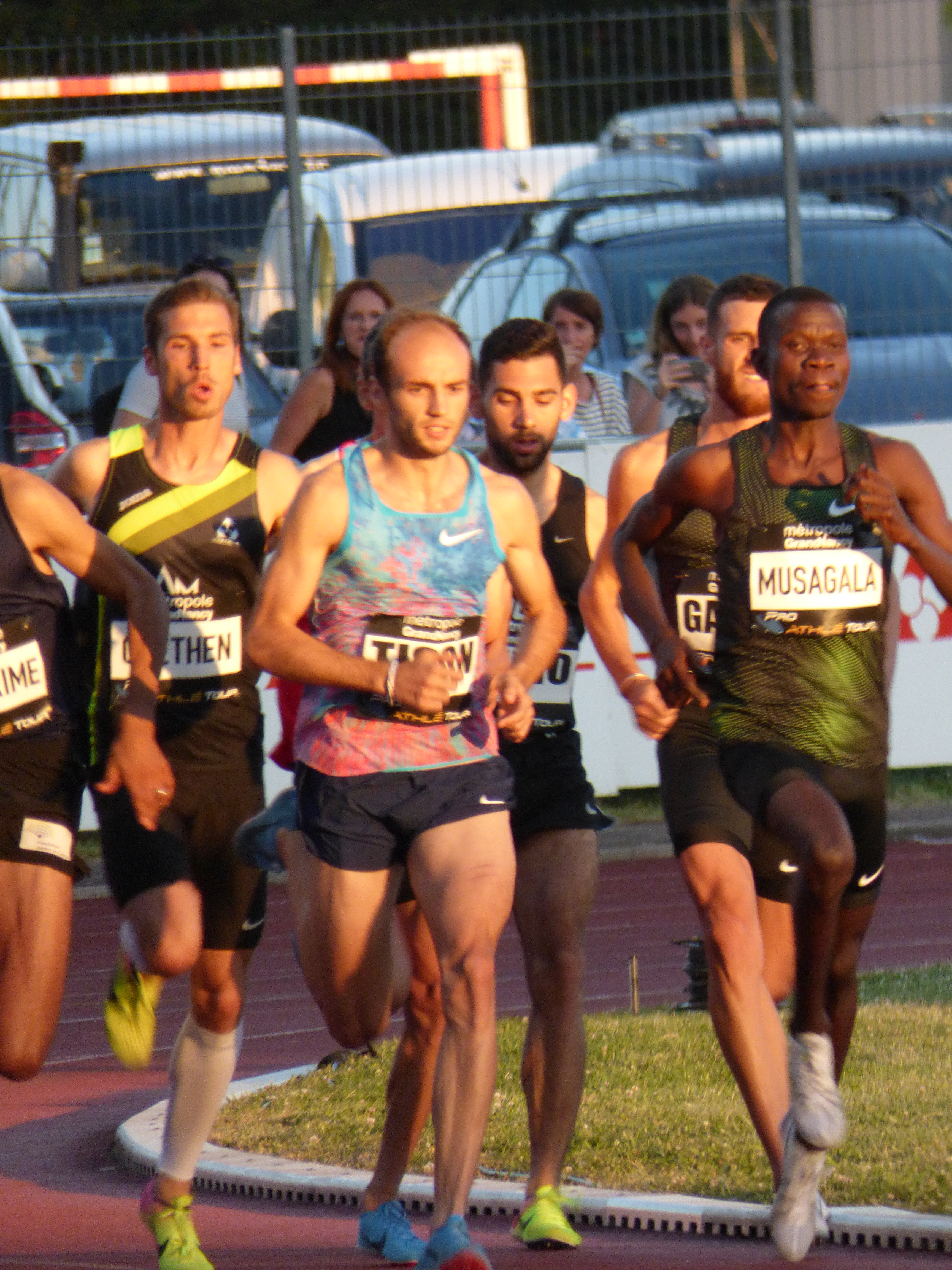
Ronald Musagala (ganz rechts) – Rennen nicht beendet

## Halbfinale
Das Halbfinale umfasste zwei Läufe. Für das Finale qualifizierten sich pro Lauf die ersten fünf Athleten (hellblau unterlegt). Darüber hinaus kamen die zwei Zeitschnellsten, die sogenannten Lucky Loser (hellgrün unterlegt), weiter.

### Lauf 1

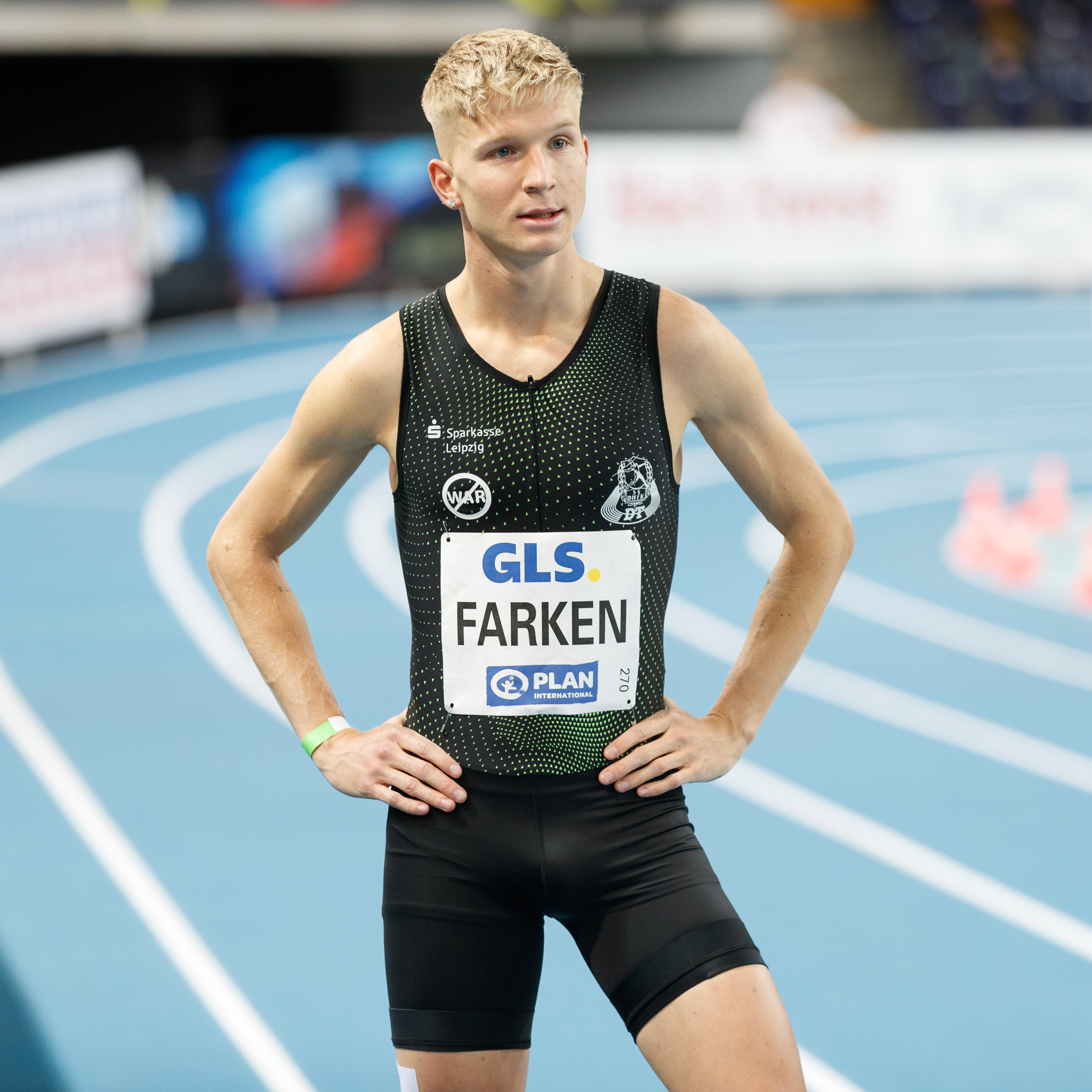
Robert Farken – ausgeschieden als Achter des ersten Halbfinals
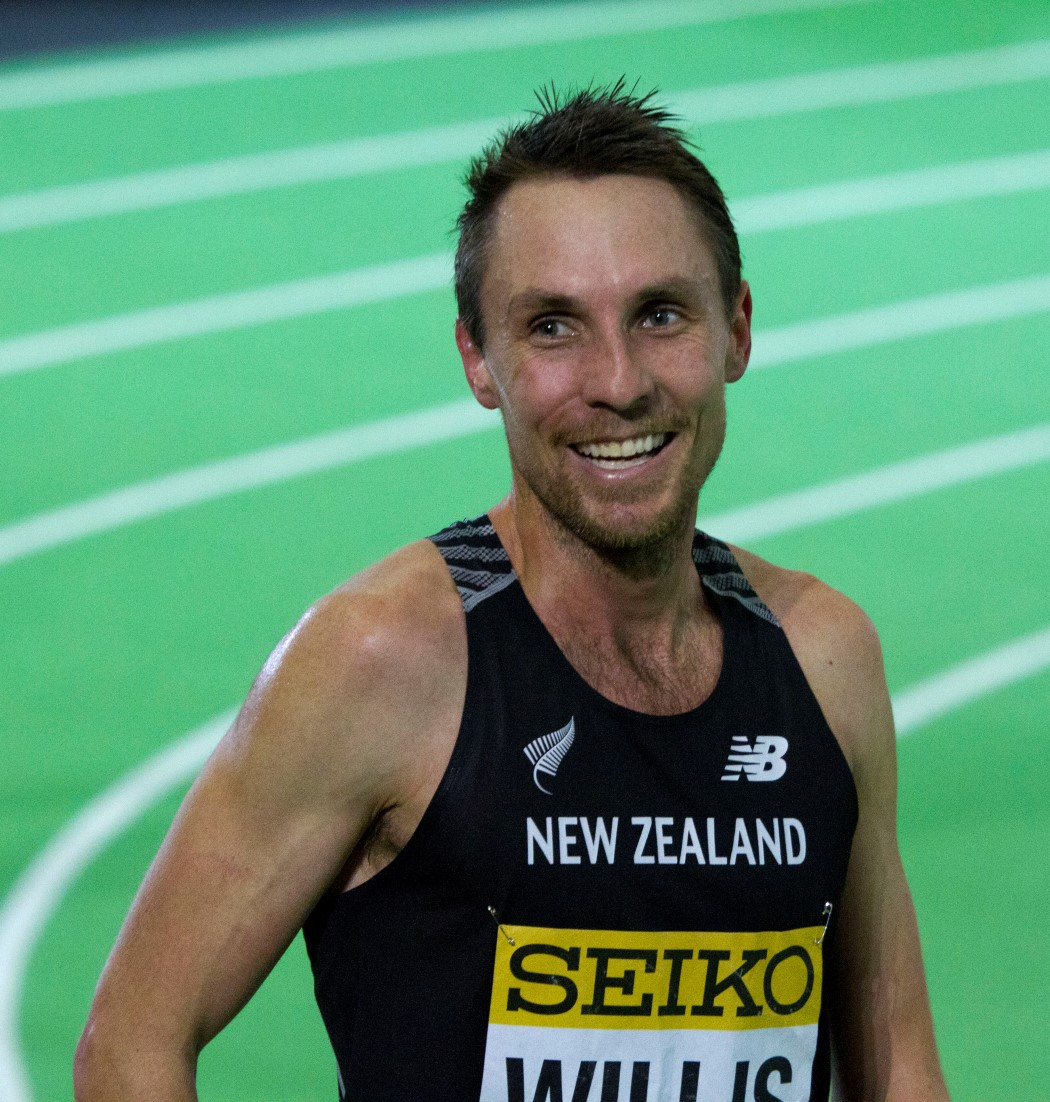
Nick Willis – ausgeschieden als Neunter des ersten Halbfinals

5. August 2021, 20:00 Uhr (13:00 Uhr MESZ)
| Platz | Name                   | Nation                 | Zeit (min) | Anmerkung |
| ----- | ---------------------- | ---------------------- | ---------- | --------- |
| 1     | Jake Wightman          | Vereinigtes Königreich | 3:33,48    | SB        |
| 2     | Cole Hocker            | Vereinigte Staaten     | 3:33,87    | PB        |
| 3     | Timothy Cheruiyot      | Kenia                  | 3:33,95    |           |
| 4     | Oliver Hoare           | Australien             | 3:34,35    |           |
| 5     | Ignacio Fontes         | Spanien                | 3:34,49    |           |
| 6     | Charles Cheboi Simotwo | Kenia                  | 3:34,61    |           |
| 7     | Teddese Lemi           | Äthiopien              | 3:34,81    |           |
| 8     | Robert Farken          | Deutschland            | 3:35,21    |           |
| 9     | Nick Willis            | Neuseeland             | 3:35,41    | SB        |
| 10    | Andrew Coscoran        | Irland                 | 3:35,84    |           |
| 11    | Ismael Debjani         | Belgien                | 3:42,18    |           |
| DNF   | Ayanleh Souleiman      | Dschibuti              |            |           |
| DNF   | Marcin Lewandowski     | Polen                  |            |           |

Weitere im ersten Halbfinale ausgeschiedene Läufer:

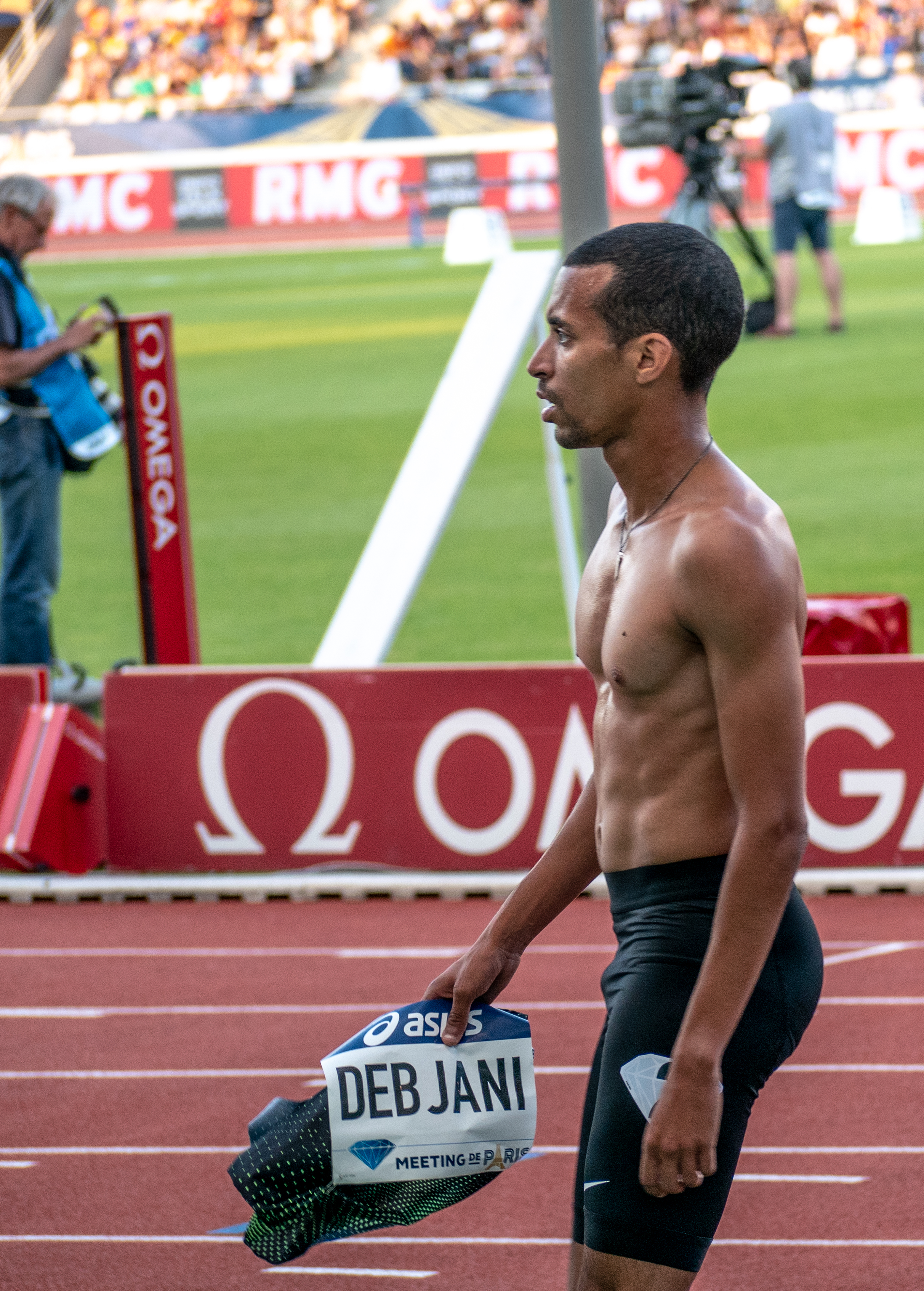
Ismael Debjani – Rang elf
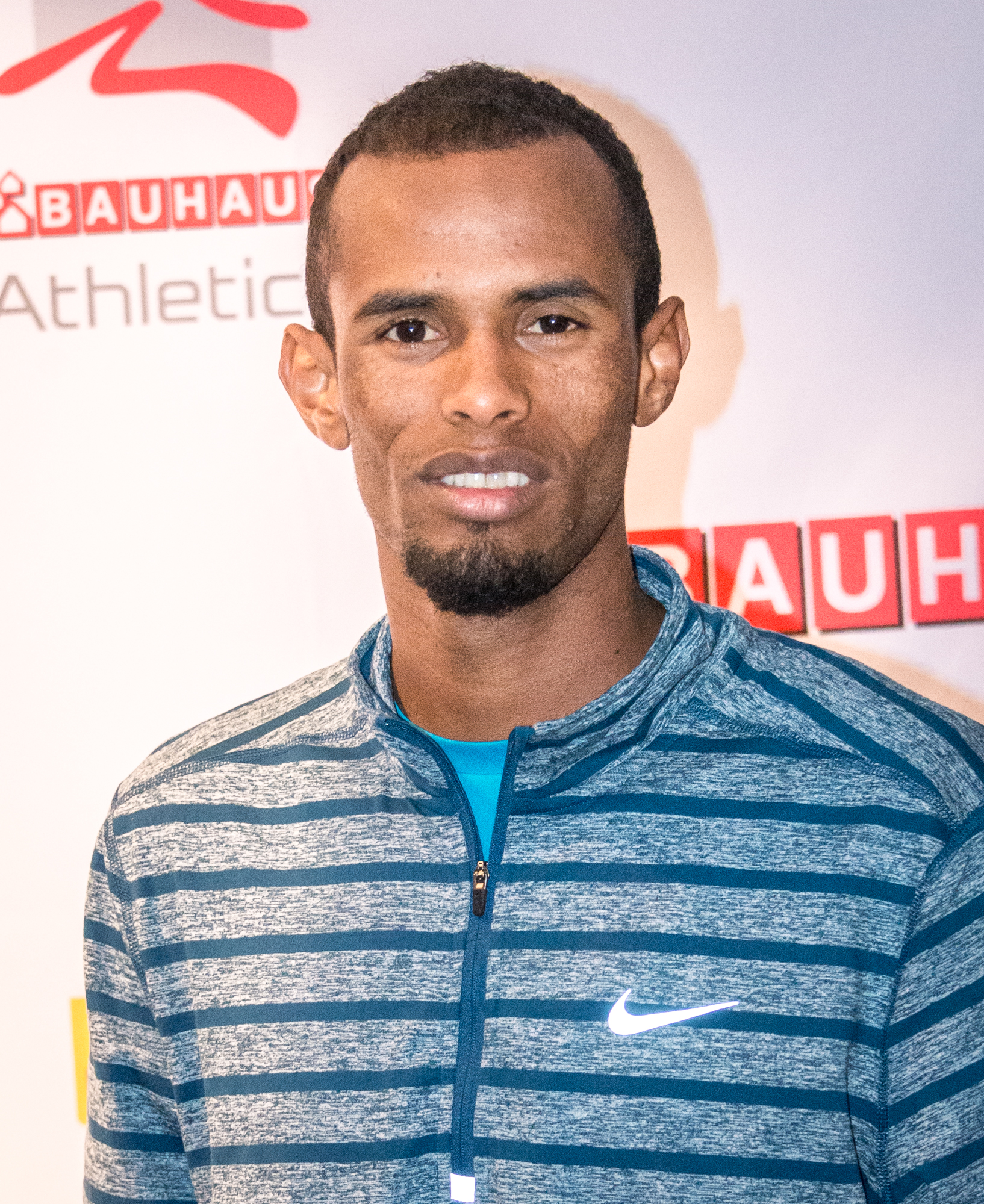
Ayanleh Souleiman – Rennen nicht beendet
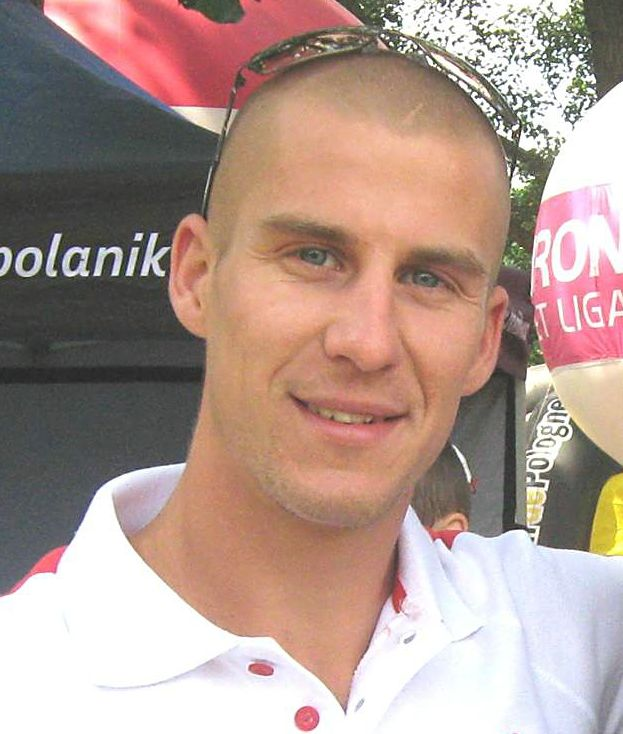
Marcin Lewandowski – Rennen nicht beendet

### Lauf 2

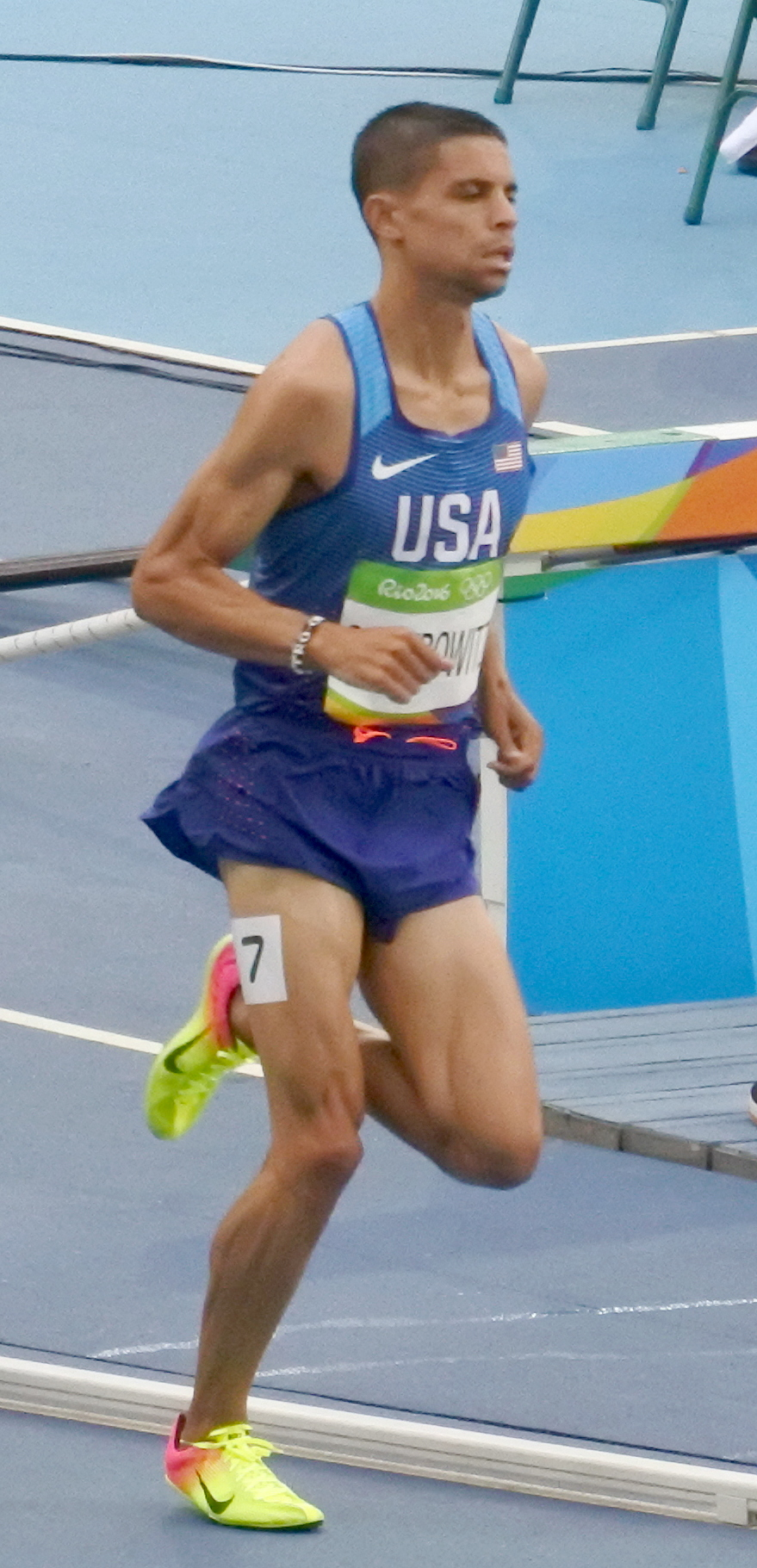
Matthew Centrowitz – ausgeschieden als Neunter des zweiten Halbfinals
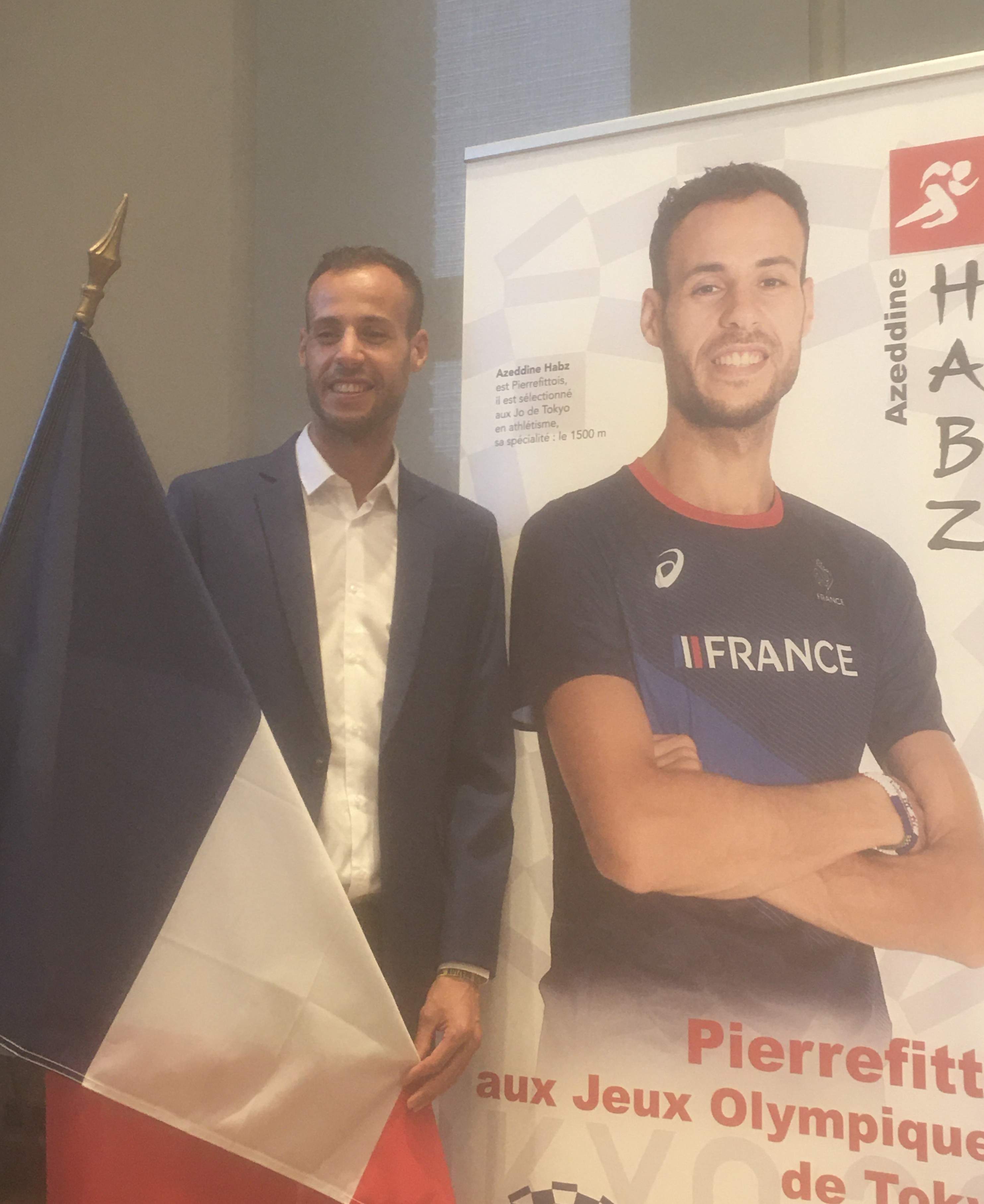
Azeddine Habz – ausgeschieden als Zehnter des zweiten Halbfinals

5. August 2021, 20:10 Uhr (13:10 Uhr MESZ)
| Platz | Name               | Nation                 | Zeit (min) | Anmerkung                           |
| ----- | ------------------ | ---------------------- | ---------- | ----------------------------------- |
| 1     | Abel Kipsang       | Kenia                  | 3:31,65    | OR                                  |
| 2     | Jakob Ingebrigtsen | Norwegen               | 3:32,13    |                                     |
| 3     | Josh Kerr          | Vereinigtes Königreich | 3:32,18    |                                     |
| 4     | Adel Mechaal       | Spanien                | 3:32,19    | PB                                  |
| 5     | Stewart McSweyn    | Australien             | 3:32,54    |                                     |
| 6     | Jake Heyward       | Vereinigtes Königreich | 3:32,82    | PB                                  |
| 7     | Charles Grethen    | Luxemburg              | 3:32,86    | NR                                  |
| 8     | Abdelatif Sadiki   | Marokko                | 3:33,59    | PB                                  |
| 9     | Matthew Centrowitz | Vereinigte Staaten     | 3:33,69    | SB                                  |
| 10    | Azeddine Habz      | Frankreich             | 3:35,12    |                                     |
| 11    | Samuel Zeleke      | Äthiopien              | 3:37,66    |                                     |
| 12    | Jesús Gómez        | Spanien                | 3:44,46    |                                     |
| 13    | Michał Rozmys      | Polen                  | 3:54,53    | per Videorichterentscheid im Finale |

## Finale

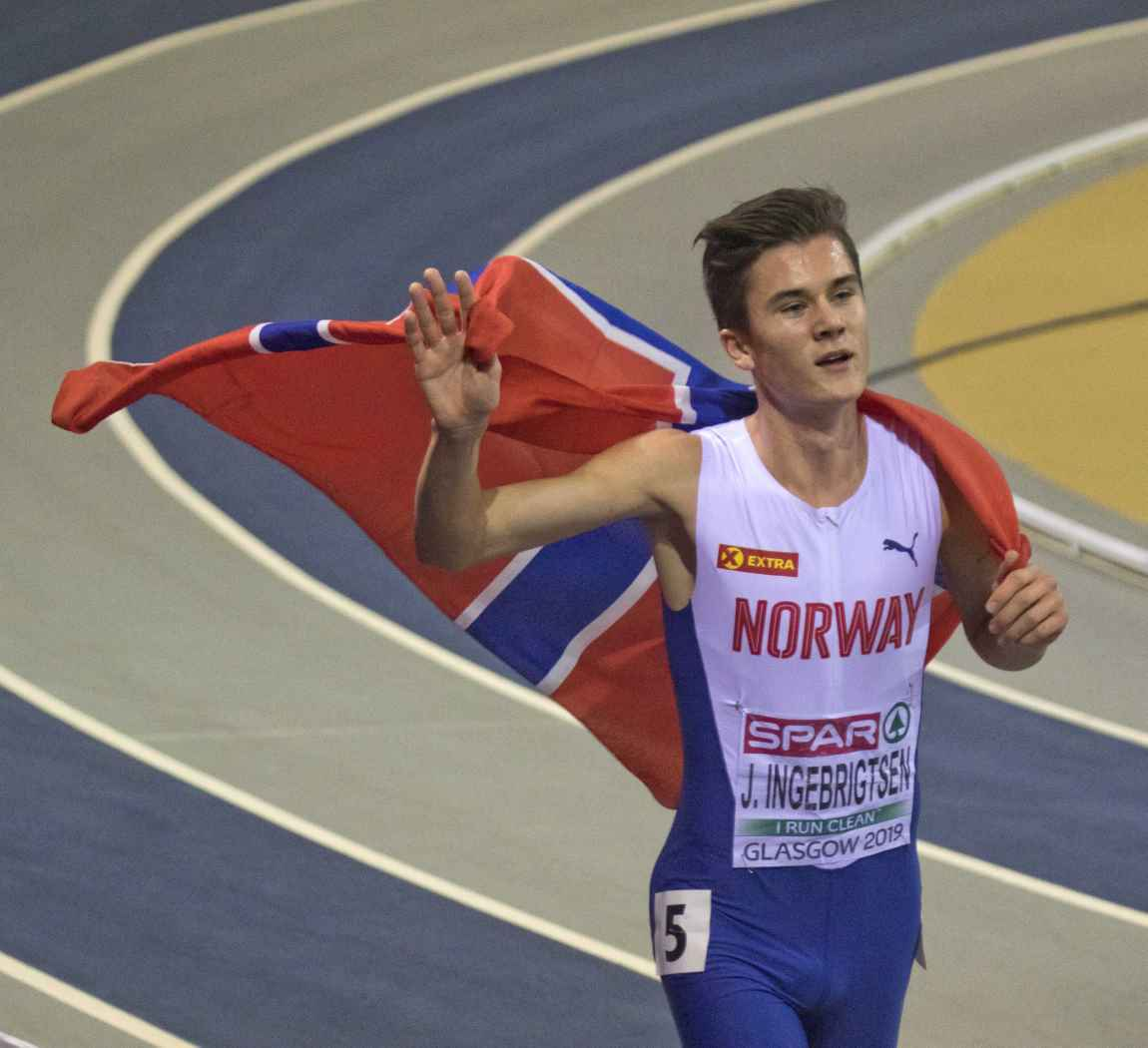
Jakob Ingebrigtsen – Olympiasieger
mit olympischem und Europarekord

7. August 2021, 20:40 Uhr (13:40 Uhr MESZ)
| Platz | Name               | Nation                 | Zeit (min) | Anmerkung |
| ----- | ------------------ | ---------------------- | ---------- | --------- |
| 1     | Jakob Ingebrigtsen | Norwegen               | 3:28,32    | OR, ER    |
| 2     | Timothy Cheruiyot  | Kenia                  | 3:29,01    |           |
| 3     | Josh Kerr          | Vereinigtes Königreich | 3:29,05    | PB        |
| 4     | Abel Kipsang       | Kenia                  | 3:29,56    | PB        |
| 5     | Adel Mechaal       | Spanien                | 3:30,77    | PB        |
| 6     | Cole Hocker        | Vereinigte Staaten     | 3:31,40    | PB        |
| 7     | Stewart McSweyn    | Australien             | 3:31,91    |           |
| 8     | Michał Rozmys      | Polen                  | 3:32,67    | PB        |
| 9     | Jake Heyward       | Vereinigtes Königreich | 3:34,43    |           |
| 10    | Jake Wightman      | Vereinigtes Königreich | 3:35,09    |           |
| 11    | Oliver Hoare       | Australien             | 3:35,79    |           |
| 12    | Charles Grethen    | Luxemburg              | 3:36,80    |           |
| 13    | Ignacio Fontes     | Spanien                | 3:38,56    |           |

Nach etwa zweihundert Metern übernahm der Norweger Jakob Ingebrigtsen das Kommando und führte das Feld in 56,4 durch die erste Runde. Nun übernahm Timothy Cheruiyot, der schnelle Rennen bevorzugte, die Führung. Der Kenianer erhöhte das Tempo für die nächsten etwa achthundert Meter von der Spitze weg. Ingebrigtsen blieb jedoch auf Tuchfühlung und das Rennen entwickelte sich mehr und mehr zu einem Zweikampf zwischen den beiden Topfavoriten. Stewart McSweyn verlor auf der Gegengerade der Schlussrunde als letzter Verfolger den Kontakt.
150 Meter vor dem Ziel griff der Norweger an und zog an Cheruiyot vorbei. Dieser konnte nicht mehr kontern, Ingebrigtsen erarbeitete sich mit seinem Schlussspurt einen immer größer werdenden Vorsprung und erreichte das Ziel mit neuem olympischen und gleichzeitig neuem Europarekord in 3:28,32 Minuten. Cheruiyot gewann eine knappe Sekunde dahinter die Silbermedaille, wurde jedoch auf der Zielgeraden noch stark bedrängt durch den Briten Josh Kerr, der bis auf vier Hundertstelsekunden an den Kenianer herankam und sich damit Bronze sicherte.
Auch der viertplatzierte Kenianer Abel Kipsang blieb noch unter der Marke von 3:30 Minuten in diesem schnellen Rennen. Der Spanier Adel Mechaal belegte Rang fünf vor dem US-Amerikaner Cole Hocker.
In ihren dreizehn Begegnungen lief Ingebrigtsen zum ersten Mal vor Cheruiyot ins Ziel.

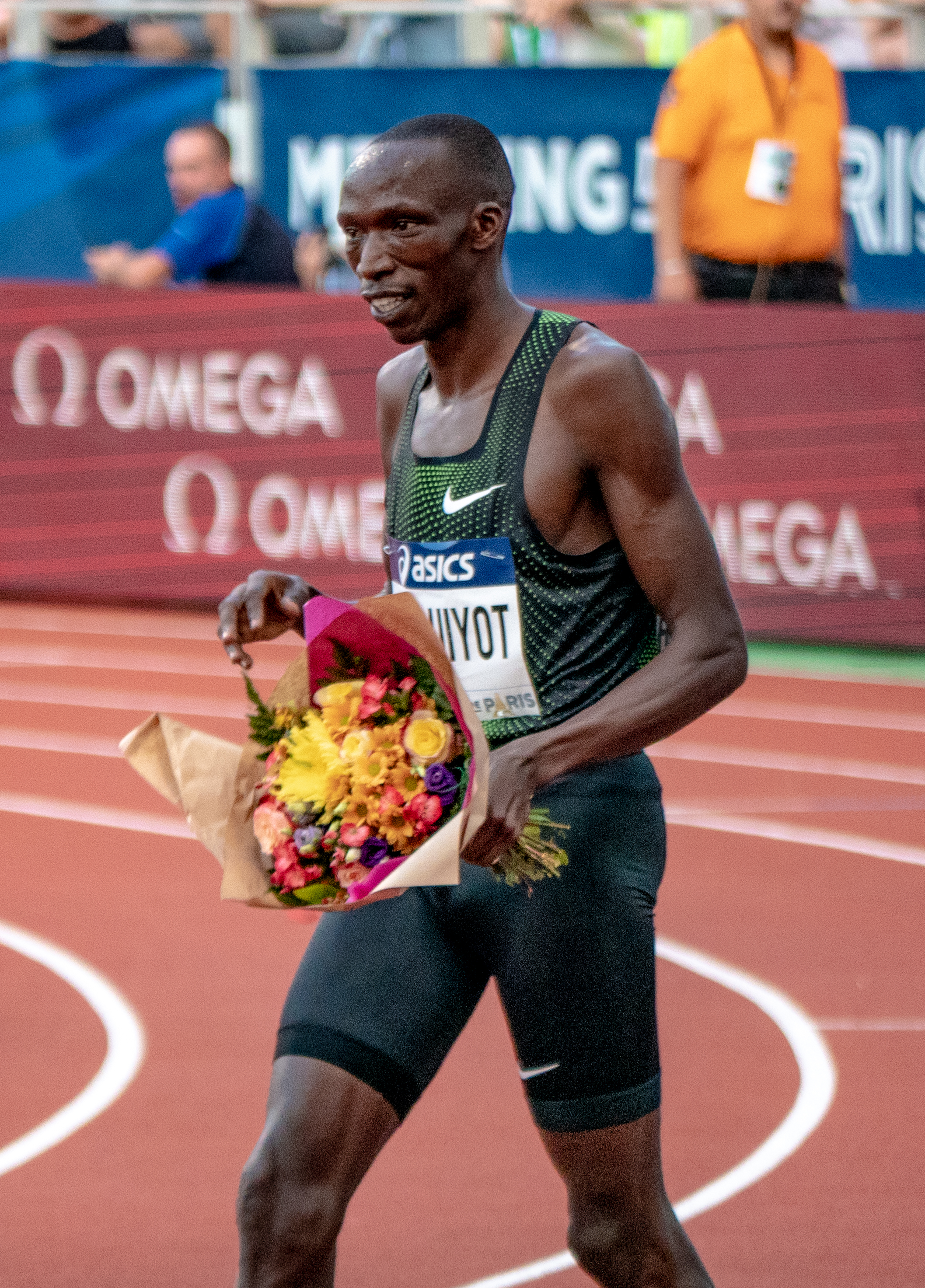
Silbermedaillengewinner Timothy Cheruiyot
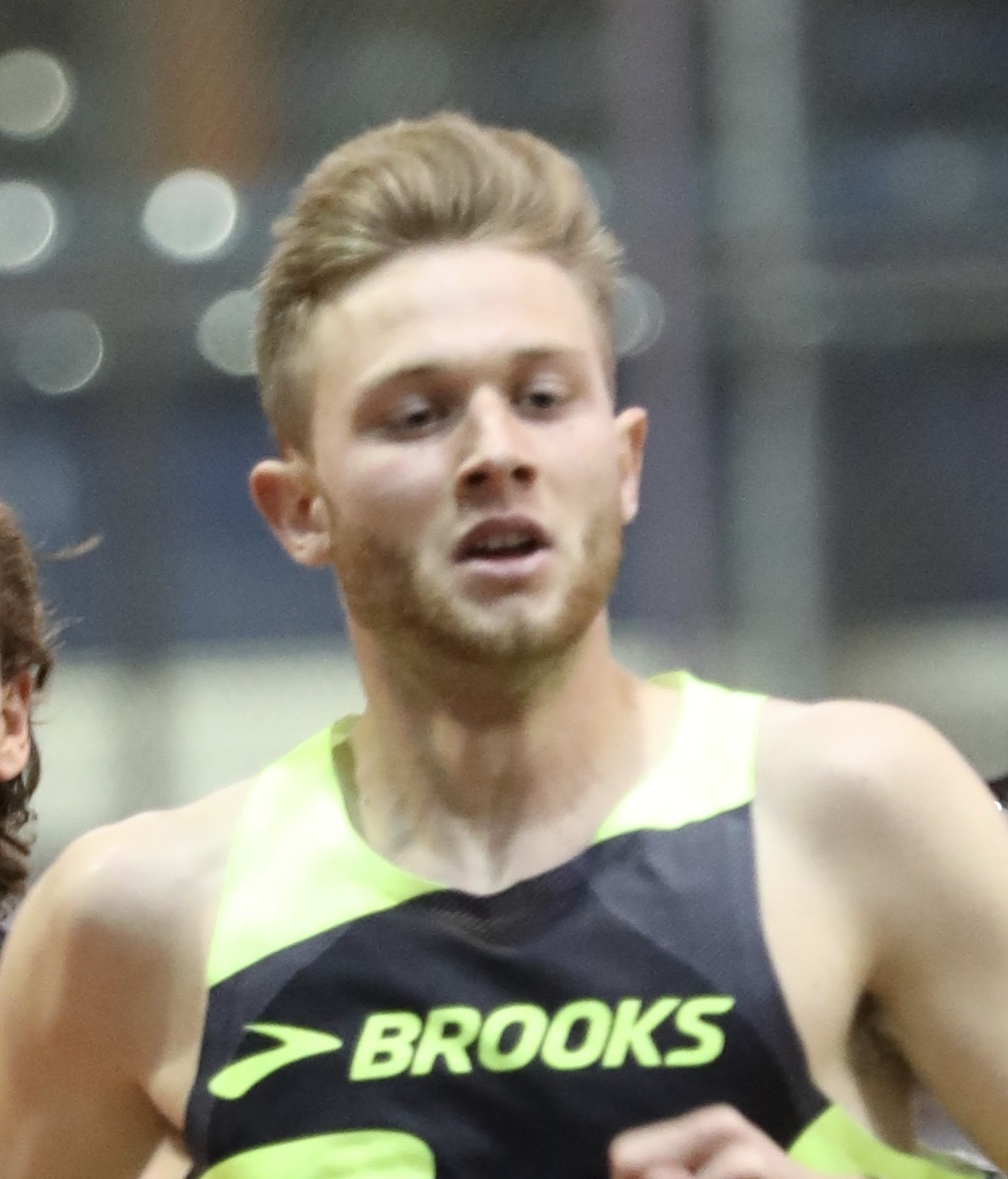
Bronzemedaillengewinner Josh Kerr
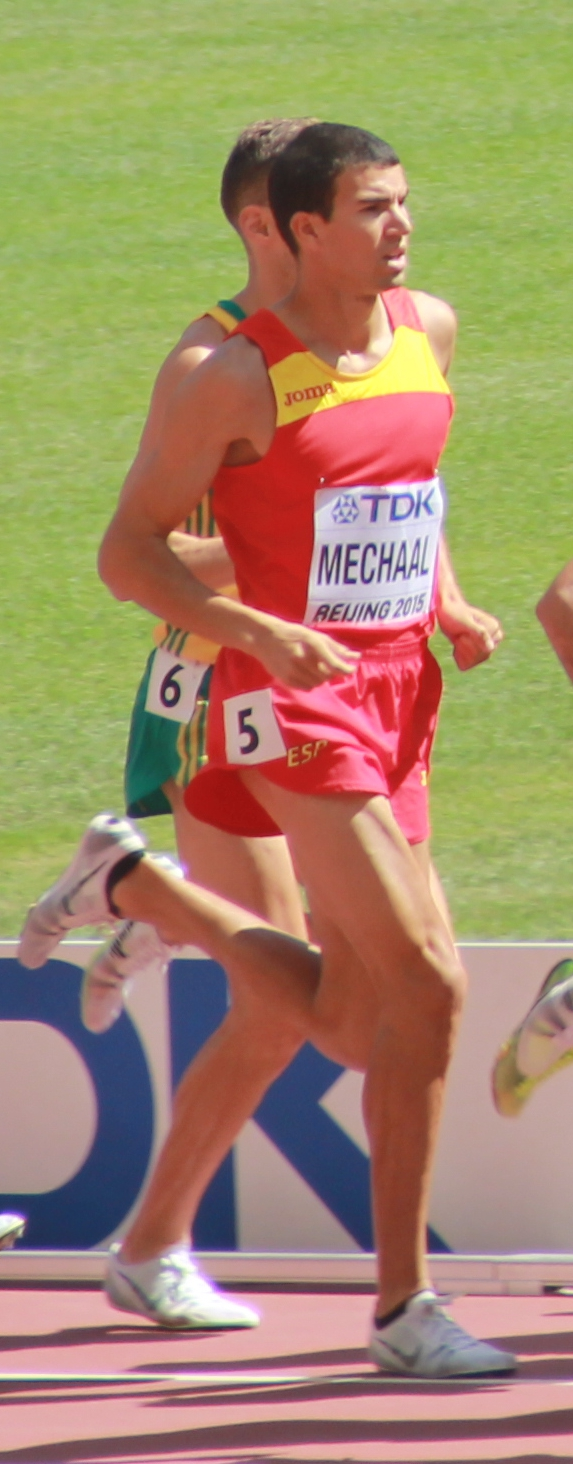
Adel Mechaal kam auf den fünften Platz
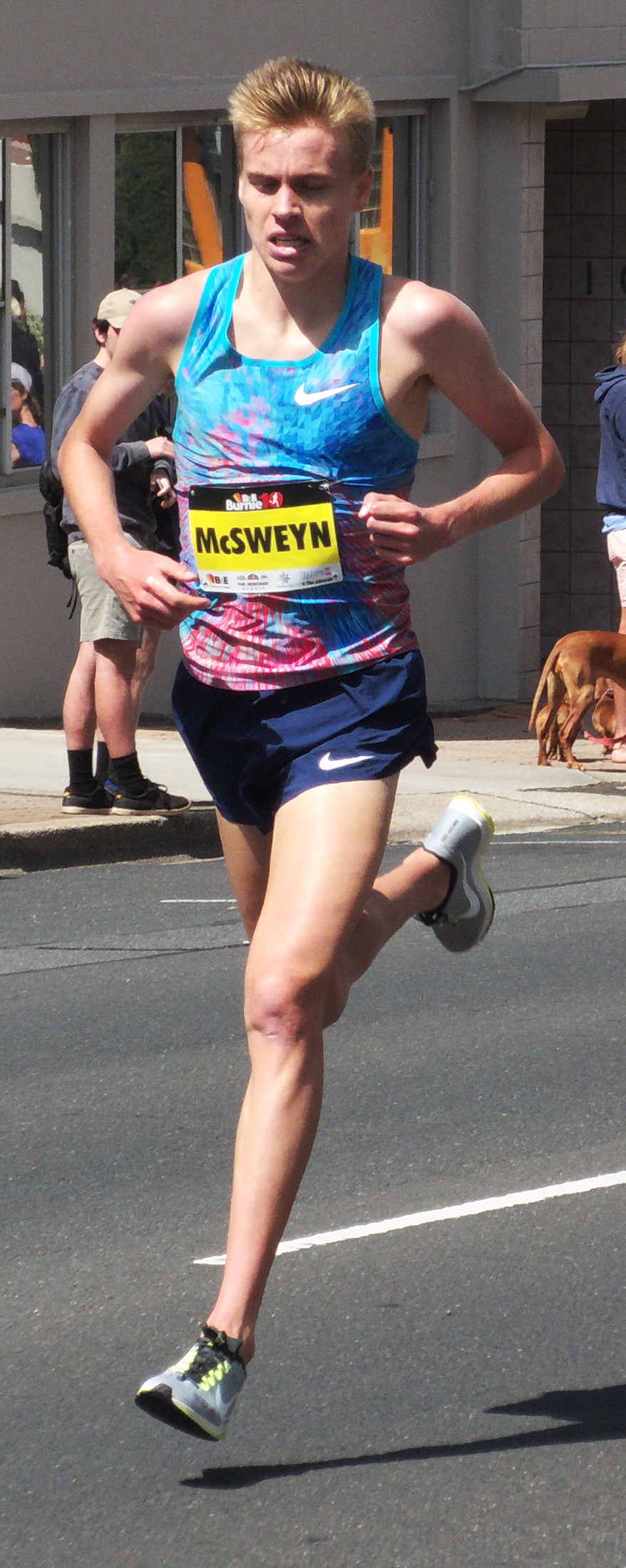
Rang sieben für Stewart McSweyn

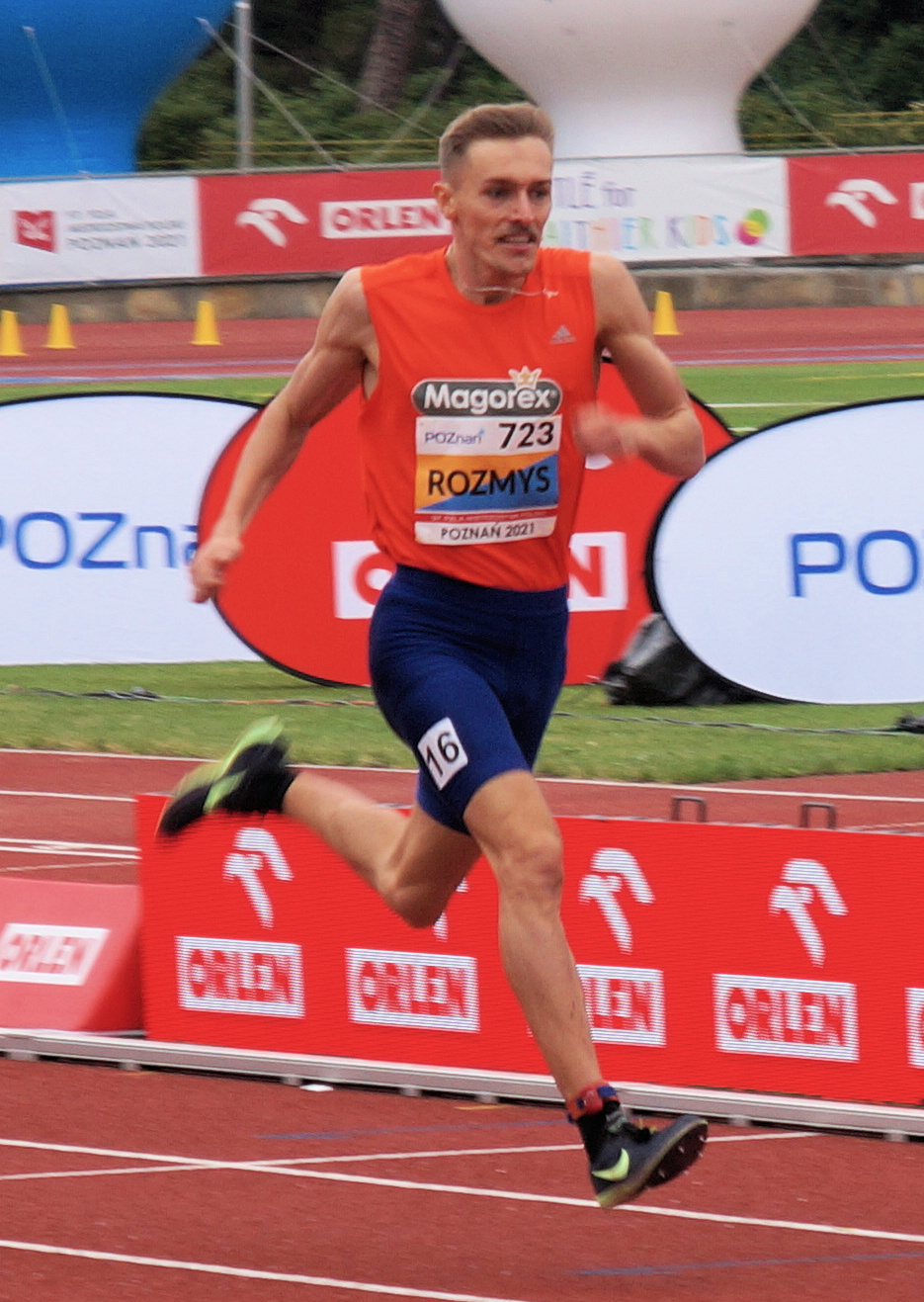
Michał Rozmys erreichte Platz acht
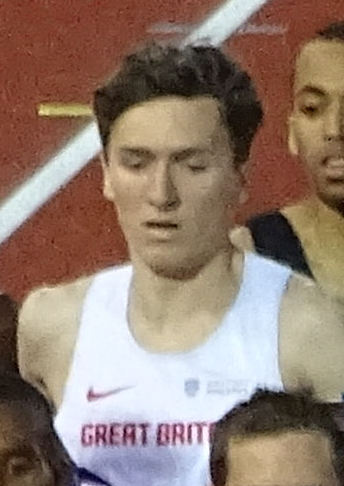
Jake Wightman belegte Rang zehn
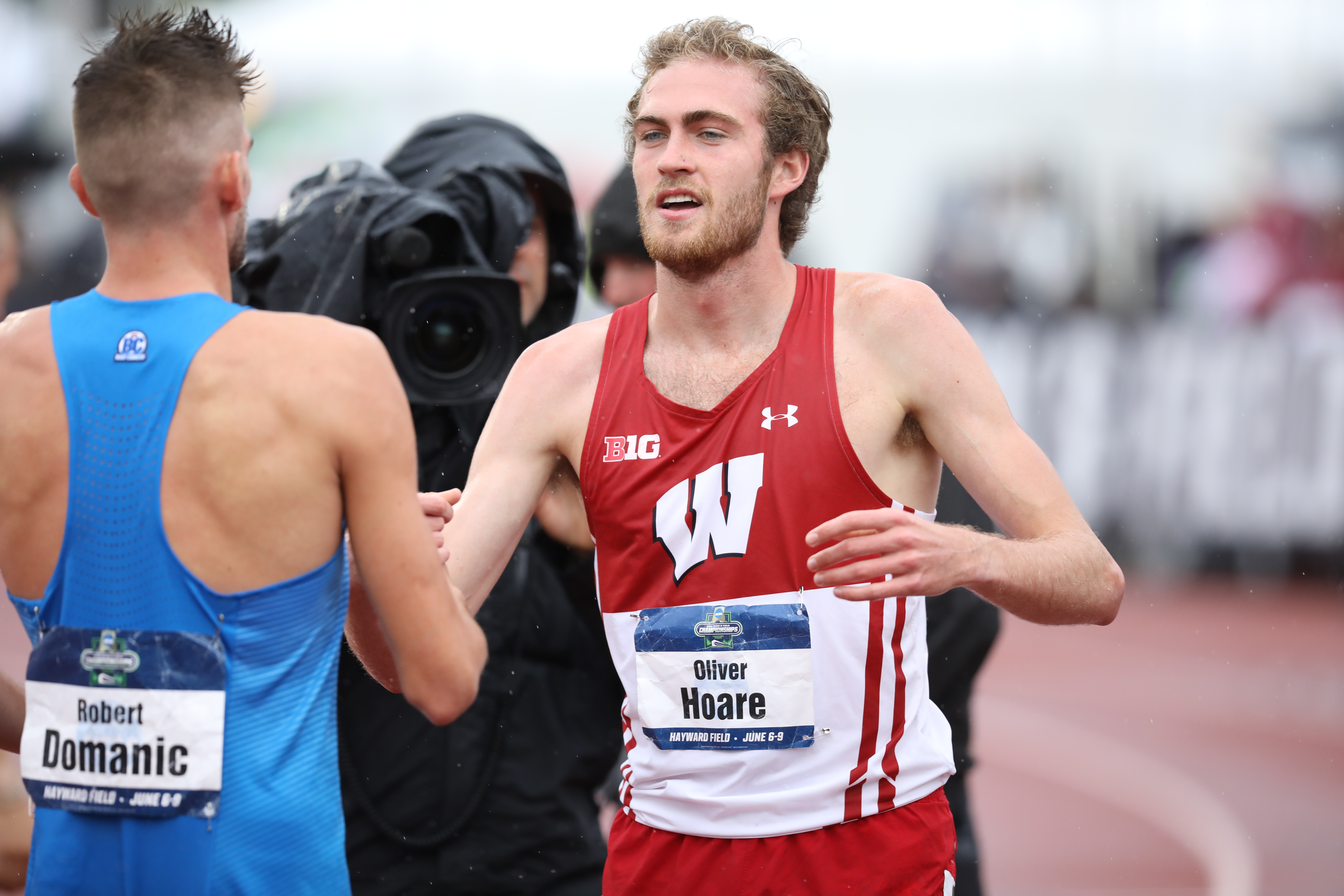
Oliver Hoare (rechts) wurde Olympiaelfter
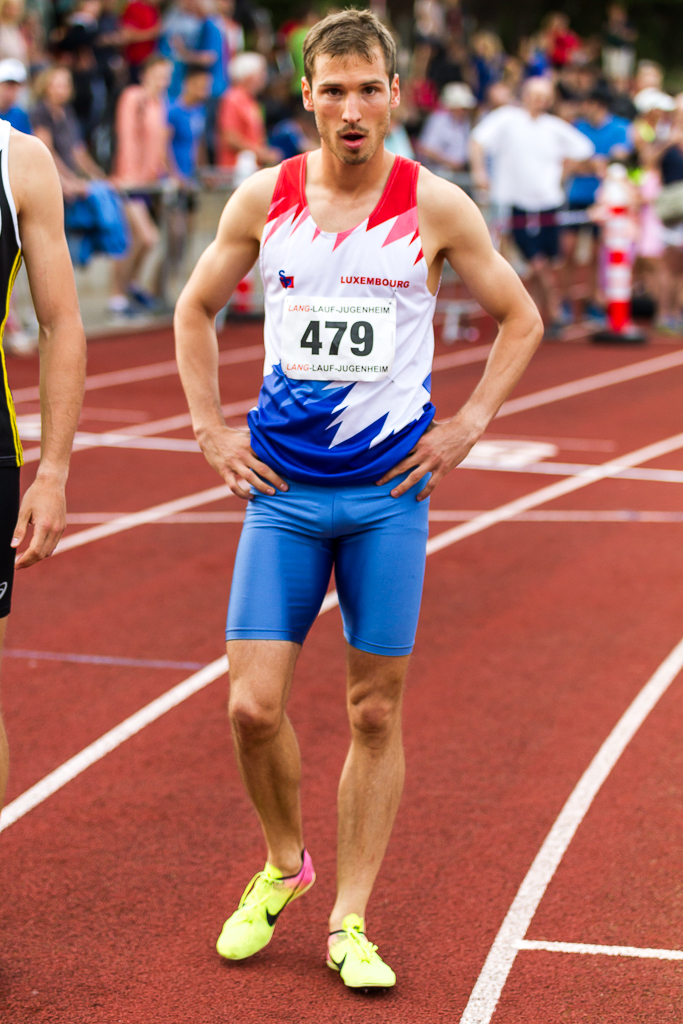
Der zwölftplatzierte Charles Grethen hatte im Halbfinale einen luxemburgischen Landesrekord aufgestellt;

## Video
- Ingebrigtsen breaks OLYMPIC RECORD! Men's 1500m final at Tokyo 2020, youtube.com, abgerufen am 18. Mai 2022